# Testament podróżny
Testament podróżny – rodzaj testamentu szczególnego, który może być sporządzony podczas podróży na polskim statku morskim lub powietrznym przed dowódcą statku lub jego zastępcą. Oświadczenie spadkodawcy podlega spisaniu przez dowódcę lub jego zastępcę w obecności dwóch świadków. Pismo podpisują świadkowie, dowódca lub jego zastępca oraz spadkodawca, jeśli jest to możliwe. Treść ustnego testamentu, gdy nie stwierdzono jej na piśmie, może być w ciągu sześciu miesięcy odtworzona przed sądem na podstawie zeznań świadków.